# Idioma itonama
El itonama o sihnipadara (autoglotónimo sihni pandara 'nuestra lengua') es una lengua no clasificada de Bolivia que en la actualidad está prácticamente extinta, aunque el grupo étnico itonama consta de algunos miles de personas.
Desde la promulgación del decreto supremo n.º 25894 el 11 de septiembre de 2000 el itonama es una de las lenguas indígenas oficiales de Bolivia, por lo que fue incluido en la Constitución Política al ser promulgada el 7 de febrero de 2009.

## Distribución

Familia Itonama fotografiada en 1914 durante la expedición sueca a Bolivia.

El Instituto Lingüístico de Verano trabajó en la lengua itonama en la década de 1960. Por esa época quedaban unos 10 hablantes monolingües, 100 hablantes bilingües y entre 150 y 200 personas que entendían el itonama pero hablaban español. Todos eran residentes en Magdalena, San Ramón y Huacaraje, así como sus alrededores en las provincias de Iténez y Mamoré, en departamento de Beni. Actualmente la lengua solo es hablada por unos pocos en el pueblo de Magdalena en el río Itonamas, afluente del río Iténez (o Guaporé).
Los hablantes que eran fluidos en la lengua tienen actualmente más de 80 años y solían hablar la lengua con ancianos mayores que ellos, sin embargo, en la actualidad ya no usan la lengua para hablar entre ellos.

## Clasificación
El itonama usualmente se considera una lengua aislada o una lengua no clasificada que no presenta parentesco con sus vecinos. Greenberg (1987) la clasifica tentativamente dentro del grupo paezano dentro del Filo chibchano-paezano, aunque la mayoría de especialistas consideran que no existe evidencia sólida en favor de ello. No se ha presentado ninguna evidencia de parentesco, aunque el proyecto de comparación sistemática ASJP sugiere que existe cierta similitud léxica con el movima, otra lengua aislada de Bolivia. Esto podría deberse a un parentesco filogenético lejano o tal vez a un proceso de préstamo léxico.

## Descripción lingüística
Existen desde el siglo XIX varios trabajos sobre el itonama. Hervás y Panduro (1787) contiene el Padre Nuestro en itonama. Los vocabularios de Cardús (1886), Fonseca (1880-81) y D'Orbigny (1839) testimoniaron tempranamente el léxico de la lengua. Las primeras descripciones gramaticales de Adam (1897) y Créqui-Montfort y Rivet (1916) se basaron en estos vocabularios y en el análisis de textos religiosos.

### Fonología
El inventario vocálico del itonama es el siguiente:
|          | anterior | central | posterior |
| -------- | -------- | ------- | --------- |
| cerradas | i        | ɨ       | u         |
| medias   | e        | ɵ       |           |
| abiertas | a        | a       |           |
El inventario consonántico viene dado por:
|             |             | labial | dental | alveo- palatal | palatal | velar | glotal |
| ----------- | ----------- | ------ | ------ | -------------- | ------- | ----- | ------ |
| obstruyente | sorda       | p      | t      | ʧ              | ȶ[7]    | k     | ʔ      |
| obstruyente | eyectiva    |        | tʼ     | ʧʼ             |         | kʼ    |        |
| obstruyente | sonora      | b      | d      |                |         |       |        |
| fricativa   | fricativa   |        | s      |                |         |       | h      |
| nasal       | nasal       | m      | n      |                |         |       |        |
| aproximante | aproximante | w      | ɾ      |                | j       |       |        |
La estructura silábica es (C)V(C), es decir son posibles las sílabas V, CV, CVC y VC. El tipo más frecuente es CV:
| tipo | patrón | Ejemplos   | Ejemplos       | Ejemplos       | Ejemplos    |
| ---- | ------ | ---------- | -------------- | -------------- | ----------- |
| 1    | V      | /u.ku/     | 'casa'         | /a.bɨ.te/      | 'árbol'     |
| 2    | CV     | /be.ne/    | 'naturalmente' | /ka.po.to/     | 'lejía'     |
| 3    | CVC    | /u.kah.bo/ | 'murmuré'      | /wa.ʧaʔ.tʲu/   | 'tarántula' |
| 4    | VC     | /uʔ.wa.ba/ | 'chicha'       | /uh.tʲa.su.wa/ | 'su pelo'   |

### Clases de palabras
En el siguiente cuadro se presentan las diferentes clases de palabras, abiertas y cerradas, en itonama con algunos ejemplos (basado en Crevels, 2012): 
| Clase abierta | Sustantivos    | okoni ‘canoa’, umu ‘hombre’               |
| Clase abierta | Verbos         | padara’ 'hablar', wana’ï’ 'gustar'        |
| Clase cerrada | Adjetivos      | o-pi’i 'pequeño', uh-k’aya 'fuerte'       |
| Clase cerrada | Adverbios      | na’abï ‘aquí’, o’naha ‘ahora’             |
| Clase cerrada | Pronombres     | osni 'yo', o’ni 'tú',                     |
| Clase cerrada | Determinantes  | k’a’ne ‘uno’, k’ota’na 'DEM:DIST (aquel)' |
| Clase cerrada | Conjunciones   | wai’hna ‘y’, bïchama ‘porque’             |
| Clase cerrada | Interjecciones | ma’du ‘¡ay!, mahya ‘¿no ve?               |

### Morfología
En cuanto a las características morfológicas del itonama, se puede señalar lo siguiente (Crevels, 2012):
- El itonama es una lengua sumamente sintética, básicamente aglutinante, como se observa en (1), aunque presenta también ciertos rasgos de fusión.

| (1) | k-a’-da-si-pa-k’ede-’o            |
|     | F-2SG-INT-INC-boca-mostrar-REP    |
|     | ‘¿Empezaste a avisarle de nuevo?’ |
- En itonama, se distinguen algunos procedimientos morfológicos productivos, tales como: la reduplicación, usado sobre todo en la flexión de formas verbales, como se observa en (2), donde la forma reduplicada tiene un valor iterativo (ITE); la incorporación, que ocurre típicamente en itonama en la composición de un verbo con un sustantivo ligado (generalmente partes del cuerpo o términos de ubicación) o un clasificador, como se observa en (3); y la derivación cero, que es un recurso muy productivo a través del cual se forman verbos a partir de la combinación de un sustantivo ligado con un clasificador, como se observa en (4):

| (2) | k-a’-ki-pu-<chu~><h-u><chu~>chuh-te                       |
|     | F-2SG-IMP-CLF:echado.SG-<ITE~><AND-INTNS><ITE~>dentro-CNT |
|     | ‘¡Sigue estrujando (la masa)!’                            |
| (3) | muka-ch’i’-ne      | uh-mukakano |
|     | pierna-atar-NEUT   | 3-pierna    |
|     | ‘Ató sus piernas.’ |             |
| (4) | ulune                              | mama’na | si-panu-bah-na              |
|     | lunes                              | AUX:FUT | 1SG-techo-CLF:flexible-NEUT |
|     | ‘El lunes voy a techar (la casa).’ |         |                             |

- En cuanto a la morfología nominal, los sustantivos no llevan marca de caso y tampoco de número, con excepción de unos cuantos sustantivos que refieren a seres humanos y términos de parentesco, que sí presentan formas plurales, como p.ej. wabï’ka ‘mujer’, ïwabï ‘mujeres’ y t’iyaya’tya ‘niña’, t’iyaya’tye ‘niñas’. Con respecto al género, las formas femeninas de todos los sustantivos considerados animados se forman mediante el sufijo -ka, que indica femenino singular, como p.ej. upa’u ‘perro’, pa’u’ka ‘perra’. En itonama, se distinguen los sustantivos alienables de los inalienables. En la categoría de los sustantivos inalienables, entran principalmente las partes del cuerpo y los términos de parentesco, ambas categorías marcadas obligatoriamente con un prefijo personal, como p.ej. pi-ni-’e’-ka [3SG.F-REL-hijo-F.SG] ‘su hija (de ella)’; por otro lado, los sustantivos alienables son sustantivos que no necesitan obligatoriamente un prefijo posesivo, aunque sí pueden ser poseídos, en cuyo caso son marcados con un prefijo personal posesivo en combinación con el prefijo relativizador mi-/ni-.
- Además de los pronombres personales, se distinguen también pronombres interrogativos, tales como: kote(wa) ‘¿cuándo?’, ito’ko ‘¿dónde?’, uwe’cha ‘¿por qué?, entre otros.
- La frase nominal puede presentar diferentes modificadores, tales como: los adjetivos, los demostrativos y los numerales. En cuanto a los adjetivos, existe un conjunto reducido de adjetivos calificativos que expresan dimensión, edad, valor, color, y propiedad física, como p.ej. i-bïscha 'viejo', uh-mala 'bonito, bueno'; aparte de este pequeño grupo, la clase de los adjetivos puede ser extendida considerablemente por los adjetivos compuestos a través de raíces ligadas, como se observa en (5):

| (5) | u-wasda                                   | pas-pi’i        |
|     | VV-camino                                 | anchura-pequeño |
|     | ‘camino estrecho’,‘el camino es estrecho’ |                 |
- En itonama, se distinguen dos tipos de demostrativos: los demostrativos adnominales, que pueden ser, a su vez, proximales (‘este’), mediales (‘ese’) y distales (‘aquel’) y se caracterizan por indicar un objeto y llevar obligatoriamente un clasificador, como se observa en (6); y los demostrativos adverbiales, que se caracterizan por indicar un lugar, pudiendo ser este de tipo proximal, medial o distal, como se observa en (7):

| (6) | no’o-so                                       | o-pi   | lowo’-tya         | k-a’-ki-maku-mu | ch’uka’te |
|     | DEM:PROX-CLF:echado.PL                        | VV-pez | estar.podrido-EST | F-2SG-IMP-dar-1 | otro      |
|     | ‘Estos pescados están podridos, ¡dame otros!’ |        |                   |                 |           |

| (7) | na’abï                | o-si-bï              | kassaywanu’we |
|     | DEM:ADV:PROX          | VV-EX-CLF:cilíndrico | noria         |
|     | ‘Aquí hay una noria.’ |                      |               |

- En cuanto a los numerales, el itonama presenta dos raíces numerales nativas: k’a’ne ‘uno’ y chïpa ‘dos’, las cuales van siempre acompañadas de un clasificador nominal, excepto cuando modifican a seres animados. Los demás numerales son préstamos del castellano, como p.ej. otere 'tres', kwaturu 'cuatro', los cuales no llevan clasificadores numerales. Con respecto a los clasificadores, es importante señalar que en itonama se distinguen dos grupos de clasificadores: un grupo de diecisiete clasificadores verbales/deícticos que se sufijan a ciertos verbos y a los demostrativos, y otro grupo de ocho clasificadores numerales que se prefijan a los dos numerales nativos del itonama. Como indica Crevels (2012), la función principal de los clasificadores es la de categorizar al referente en términos de su forma, consistencia, tamaño, estructura, posición, y animacidad.
- En cuanto a la morfología verbal, los argumentos principales Sujeto (S), Agente (A), y Objeto (O) de la primera y segunda persona se marcan obligatoriamente en el predicado, como se aprecia en (8). Nunca se marca la tercera persona (singular o plural) como índice pronominal en el predicado en cláusulas independientes, ni como S/A, ni como O, mientras que en las cláusulas dependientes sí se marca la tercera persona como S/A, mas no como O.

| (8) | si-chudu’-ne-we-’o                 |
|     | 1SGA-pegar-NEUT-2O-REP             |
|     | ‘Te pegué de nuevo (con el puño).’ |

- En itonama, las formas verbales subordinadas son nominalizaciones. Hay dos estrategias mayores para nominalizar un verbo: la primera se usa en cláusulas de complemento y adverbiales y se realiza a través del prefijo subordinante may- (o nay-) en combinación con un prefijo S/A dependiente y un marcador de tema verbal dependiente, como se observa en (9), y la segunda, se usa en cláusulas relativas y se realiza a través del prefijo relativizador mi-, como se observa en (10).

| (9) | si-chudu’-ne-we-’o                          | ni-kuwana   | pa-nay-padara’-cha   | dih-padara |
|     | gustar-NEUT-F.SG                            | HON-Juanita | 3SG.F-SUB-hablar-CNT | 1PI-hablar |
|     | ‘A Juanita le gusta hablar nuestra lengua.’ |             |                      |            |

| (10) | wabï’-ka                                                        | mi-we-he’-ka          | u-waka   |
|      | mujer-F.SG                                                      | REL-vender-DISTR-F.SG | VV-carne |
|      | ‘la mujer que vende carne’ (Lit. ‘la mujer la que vende carne’) |                       |          |

- En itonama, los modos verbales, tales como la interrogación, la negación, el imperativo y el evidencial reportativo, se expresan mediante morfemas que se afijan delante de la raíz o el tema verbal, inmediatamente después del prefijo pronominal de sujeto, como se observa en (11). El tiempo no se marca morfológicamente en el verbo, sino más bien a través de adverbios temporales, tales como o’naha ‘ahora’, ‘hoy’, wase’wa ‘ayer’. Se distinguen, además, morfemas y construcciones que modifican la valencia del verbo, a saber: el causativo, que indica que el sujeto causa que alguien o algo haga o sea algo, como en onehna ‘dormir’ ~ yu-nehna ‘hacer a alguien dormir’; el aplicativo, que, como se observa en (12), añade el receptor (R) ‘nos’ a la valencia del verbo; y el reflexivo/recíproco, que disminuye la valencia del verbo, como se observa en (13):

| (11) | a’-du-wana’ï’-na       | a’mayyumo’tyo    | ukatye |
|      | 2SG-INT-gustar-NEUT    | 2SG-SUB-comer-PL | chivé  |
|      | ¿Te gusta comer chivé? |                  |        |

| (12) | ohk’o’tyo                     | dahne  | k’i-we-he        | u-papa  |
|      | quién                         | quizás | APL-vender-DISTR | VV-papa |
|      | ‘¿Quién (nos) vendería papa?’ |        |                  |         |

| (13) | ka-tya-na’-chame’-ka              | pi-kachï   |
|      | cara-lavar-NEUT-R/R-F.SG          | 3SG.F-cara |
|      | ‘(Ella) se está lavando la cara.’ |            |

- En itonama, el sistema de alineación acusativa se combina en cláusulas independientes con un subsistema inverso, que solo es activo en configuraciones mixtas, es decir, en configuraciones en las que una tercera persona actúa sobre un Participante en el Acto de Habla (primera o segunda persona), como se observa en (14). Las cláusulas dependientes, sin embargo, muestran un patrón claro de alineación acusativa, como se observa en (15):

| (14) | a’-k’i-kamo’-ke          | ihwana |
|      | 2SG-INV-pegar-PL         | Juan   |
|      | ‘Juan te estaba pegando’ |        |

| (15) | ohni’tye’ke                           | kikïwa’-ke | uwe’cha | pa-nay-wawuh-ko-we     |
|      | PRO:3PL                               | saber-PL   | por.qué | 3SG.F-SUB-botar-NEUT-2 |
|      | ‘Ellos saben por qué (ella) te botó.’ |            |         |                        |

- En cuanto al número verbal, el itonama tiene varios mecanismos que interactúan entre sí para expresar el número de participantes y el número de eventos en el verbo, como se muestra en el siguiente cuadro:

| Número de eventos                                                | Número de participantes                  |
| reduplicación CV parcial del tema verbal + infijo intensificador | reduplicación CV parcial del tema verbal |
| marcador distributivo                                            | temas verbales singulares y plurales     |
| marcadores pluraccionales                                        | marcadores pluraccionales                |
|                                                                  | clasificadores verbales                  |
- El itonama presenta, además, un conjunto de prefijos derivativos de dirección, ubicación, y espacio que desempeñan un papel importante tanto en la formación de verbos, como se aprecia en (16), como en la de sustantivos.

| (16) | si-kos-li’-na          |
|      | 1SG-abajo-caer.SG-NEUT |
|      | ‘me hundí’             |

### Sintaxis
En lo que respecta a la sintaxis del itonama, se puede señalar lo siguiente (Crevels, 2012):
- En itonama, el orden no marcado de constituyentes es del tipo VSO, como se aprecia en (17):

| (17) | V (verbo)                  | S (sujeto) | O (objeto) |
|      | i-doh-ne                   | u-pa’u     | t’iyaya    |
|      | VV-morder-NEUT             | VV-perro   | niño       |
|      | ‘El perro mordió al niño.’ |            |            |

- En la frase nominal, los adjetivos y numerales siguen por lo general al sustantivo núcleo de la frase, como se aprecia en (18). En la frase posesiva el posesor sigue al elemento poseído, como se observa en (19).

| (18) | abïte              | o-pi’i     |
|      | árbol              | VV-pequeño |
|      | ‘un árbol pequeño’ |            |

| (19) | ah-mi-warata           | masimo |
|      | 3-REL-plumaje          | Máximo |
|      | ‘el plumaje de Máximo’ |        |

- En itonama se distinguen diferentes tipos de construcciones complejas, que expresan relaciones de coordinación, como en el caso de las cláusulas yuxtapuestas y coordinadas, o subordinación, como en el caso de las cláusulas relativas, de complemento y adverbiales. A continuación se presenta un ejemplo de cláusula coordinada (20) y subordinada (21) en itonama:

| (20) | nela’-na                       | sih-ni-se<’>wa-na     | tyahka’kahka |
|      | nube-NEUT                      | 1PE-REL-ver<NEG>-NEUT | luna         |
|      | ‘Hay nubes, no vemos la luna.’ |                       |              |

| (21) | se’-mapuwa-na-he                         | ah-may-yahdi’-cha’cha    |
|      | 1PE-lamentar-NEUT-DISTR                  | 3-SUB-estar.enfermo-MULT |
|      | ‘Lamentamos que (ellos) estén enfermos.’ |                          |